# Les Borges Blanques
Les Borges Blanques är en kommun i Spanien.   Den ligger i provinsen Província de Lleida och regionen Katalonien, i den östra delen av landet, 400 km öster om huvudstaden Madrid. Antalet invånare är 6 060. Arean är 62 kvadratkilometer. Les Borges Blanques gränsar till Juneda, Castelldans, Puiggròs, Arbeca, La Floresta, Vinaixa, L'Albi och Cervià de les Garrigues. 
Terrängen i Les Borges Blanques är platt åt nordost, men åt sydväst är den kuperad.